# Huta Pungkut Tonga
Huta Pungkut Tonga is een bestuurslaag in het regentschap Mandailing Natal van de provincie Noord-Sumatra, Indonesië. Huta Pungkut Tonga telt 519 inwoners (volkstelling 2010).